# ترژاژکا راشتلا
ترژاژکا راشتلا (بوسنیایی: Tržačka Raštela) یک منطقهٔ مسکونی در بوسنی و هرزگوین است که در تسازین واقع شده‌است.